# Écozone paléarctique : plantes à graines par nom scientifique (CA)
| CA
| CH
| CO |

## C

### Ca

#### Cae
- Caelogyne - fam. Orchidacées
  - Caelogyne cristata

- Caesalpinia

#### Caj
- Cajanus - fam. Fabacées (arbuste fruitier)
  - Cajanus cajan - Pois des Pigeons
  - Cajanus indica - Pois d'Angole

#### Cak
- Cakile - fam. Brassicacées
  - Cakile maritima - Roquette de mer ou cakilier maritime

#### Cal
- Caladium - fam. Aracées
  - Caladium bicolor

- Calamagrostis
  - Calamagrostis canadensis -  Calamagrostis du Canada
  - Calamagrostis deschampsioides -  Calamagrostis fausse-deschampsie
  - Calamagrostis inexpansa -  Calamagrostis contracté
  - Calamagrostis labradorica -  Calamagrostis du Labrador
  - Calamagrostis lacustris -  Calamagrostis lacustre
  - Calamagrostis lapponica -  Calamagrostis de Lapponie
  - Calamagrostis laricina -  Calamagrostis laricin
  - Calamagrostis lepageana -  Calamagrostis de Lepage
  - Calamagrostis neglecta -  Calamagrostis négligé
  - Calamagrostis purpurascens -  Calamagrostis pourpre
  - Calamagrostis stricta inexpansa - Calamagrostis
    - Calamagrostis stricta inexpansa lacustris - Calamagrostis

- Calathea
  - Calathea crocata - Calathea
  - Calathea makoyana - Calathea

- Caldesia
  - Caldesia parnassifolia -  Caldésie à feuilles de Parnassie

- Calendula - fam. Astéracées
  - Calendula algeriensis - Souci d'Algérie
  - Calendula arvensis - Souci des champs
  - Calendula officinalis - Souci officinal ou Souci des Jardins
  - Calendula stellata - Souci étoilé
  - Calendula tripterocarpa - Souci à trois ailes

- Calliandra - fam. Mimosacées (arbuste)
  - Calliandra surinamensis

- Calla - fam. Aracées
  - Calla palustris - Calla des marais
  - Calla aethiopica voir  Richardia africana -  Arum blanc
  - Calla elliottiana voir  Richardia elliottiana -  Arum jaune

- Calliandra - fam. Fabacées
  - Calliandra brevipes - Calliandra

- Callicarpa - Verbénacées
  - Callicarpa bodinieri

- Callistephus - fam. Astéracées
  - Callistephus chinensis - Reine-Marguerite ou « Aster de Chine »

- Calluna - fam. Éricacées
  - Calluna vulgaris - Bruyère

- Calocasia - fam. Aracées (plante vivrière)
  - Calocasia antiquorum

- Calocephalus
  - Calocephalus brownii - Calocephalus

- Calopogonium

- Caltha - fam. Renonculacées
  - Caltha palustris - Populage des marais ou « Caltha des marais »

- Calycotoma
  - Calycotoma spinosa -  Calycotome épineux

- Calypso - fam. Orchidaceae
  - Calypso bulbosa -

- Calystegia - Convolvulacées
  - Calystegia pulcra - Liseron joli
  - Calystegia sepium - Liseron des haies
  - Calystegia silvatica - Liseron d'Amérique
  - Calystegia soldanella - Liseron des dunes

#### Cam
- Camellia
  - Camellia sinensis - Thé vierge
  - Camellia japonica - Camélia du Japon ou « Rose du Japon »
  - Camellia sasanqua
  - Camellia williamsii

- Camoensia

- Campanula - fam. Campanulacées (plante vivace)
  - Campanula barbata - Campanule barbue
  - Campanula carpatica - Campanule des Carpates
  - Campanula cochlearifolia - Campanule à feuilles de Cochléaire
  - Campanula corsica - Campanule de Corse
  - Campanula glomerata - Campanule agglomérée
  - Campanula isophylla - Étoile de Marie ou Étoile de Bethléem
  - Campanula macrantha
  - Campanula medium - Campanule à grosses fleurs
  - Campanula persicaefolia - Campanule à feuilles de pêcher
  - Campanula portenschlagiana - Campanula muralis
  - Campanula pyramidalis - Campanule pyramidale
  - Campanula rapunculoides - Campanule fausse raiponce
  - Campanula rapunculus - Campanule raiponce ou Raiponce cultivée
  - Campanula rotundifolia- Campanule à feuilles rondes
  - Campanula rupestris - Campanule rupestre
  - Campanula scheuchzeri - Campanule de Scheuchzer
  - Campanula trachelium - Campanule gantelée

- Campsiandra

- Campsis - fam. Bignoniaceae
  - Campsis grandiflora

- Camptosema

- Camptosorus
  - Camptosorus rhizophyllus -  Camptosore à feuilles radicantes

#### Can
- Canavalia
  - Canavalia maritima
  - Canavalia rosea

- Candolleodendron

- Canna - fam. Cannacées
  - Canna indica - Canna ou « Conflore » ou « Balisier »

- Cannabis - fam. Cannabinacées
  - Cannabis sativa - Chanvre

#### Cap
- Capparis
  - Capparis spinosa

- Capsella - fam. Brassicaceae
  - Capsella bursa-pastoris - une Bourse à pasteur,

- Capsicum - fam. Solanacées
  - Capsicum annuum - Piment d'ornement ou Poivron d'ornement

#### Car
- Caragana - fam. Fabacées
  - Caragana arborescens - Caragana

- Carapa - fam. Méliacées
  - Carapa guianensis - Carapa

- Cardamine - fam. Brassicacées
  - Cardamine bulbosa -  Cardamine bulbeuse
  - Cardamine diphylla - Cardamine
  - Cardamine heptaphylla -  Cardamine à feuilles pennées
  - Cardamine hirsuta -  Cardamine hérissée
  - Cardamine pensylvanica -  Cardamine de Pennsylvanie
  - Cardamine pratensis -  Cardamine des prés
  - Cardamine resedifolia -  Cardamine à feuilles de Réséda

- Carduncellus
  - Carduncellus mitissimus

- Carex - fam. Cypéracées (herbe)
  - Carex adusta - Carex
  - Carex aenea - Carex
  - Carex arctata -  Carex de l'Arctique
  - Carex atherodes - Carex
  - Carex atlantica -  Carex de l'Atlantique
    - Carex atlantica Capillacea -  Carex de l'Atlantique

  - Carex atratiformis - Carex
  - Carex aurea - Carex
  - Carex brunnea - Laîche
  - Carex brunnescens - Carex
  - Carex buxbaumii -  Carex de Buxbaum
  - Carex canescens - Carex
  - Carex capillaris - Carex
  - Carex castanea - Carex
  - Carex cespitosa -  Laîche gazonnante
  - Carex communis -  Carex commun
  - Carex comosa - Carex
  - Carex concinna - Carex
  - Carex deflexa - Carex
  - Carex deweyana - Carex
  - Carex eburnea - Carex
  - Carex echinata - Carex
  - Carex folliculata - Carex folliculé
  - Carex garberi - Carex
  - Carex glareosa - Carex
  - Carex hostiana - Carex
  - Carex intumescens - Carex
  - Carex lapponica - Carex de Laponie
  - Carex lenticularis - Carex
  - Carex leptonervia - Carex
  - Carex lupuliformis - Carex faux-lupulina
  - Carex media - Carex
  - Carex molesta - Carex
  - Carex muskingumensis - Carex
  - Carex nigromarginata - Carex
  - Carex pedunculata -  Carex pédonculé
  - Carex plantaginea -  Carex plantagine
  - Carex prairea - Carex
  - Carex salina -  Carex salin
  - Carex sartwellii - Carex de Sartwell
  - Carex scirpoidea - Carex
  - Carex siccata - Carex
  - Carex subspathacea - Carex
  - Carex tenera - Carex
  - Carex trichocarpa - Carex
  - Carex typhina - Carex

- Carlina - fam. Astéracées
  - Carlina acaulis - Carline acaule ou « Baromètre »
  - Carlina acanthifolia - Carline à feuilles d'acanthe ou « Cardabelle », « Chardon-baromètre », « Chardousse »
  - Carlina corymbosa - Carline en corymbe
  - Carlina vulgaris -  Carline commune ou « Artichaut sauvage », « Chardon-doré »

- Carpanthea
  - Carpanthea Pomeridiana

- Carpentaria - fam. Arécacées (palmier)
  - Carpentaria acuminata

- Carpinus - fam. Bétulacées (arbre)
  - Carpinus betulus - Charme
    - Carpinus betulus Purpurea - Charme pourpre

  - Carpinus caroliniana - Charme de Caroline
  - Carpinus humilifolius - Charme-houblon

- Carpobrotus
  - Carpobrotus acinaciformis
  - Carpobrotus aequilaterus
  - Carpobrotus chilensis
  - Carpobrotus deliciosus
  - Carpobrotus dimidiatus
  - Carpobrotus edulis - Griffes de sorcières
    - Carpobrotus edulis parviflorus

  - Carpobrotus glaucescens
  - Carpobrotus mellei
  - Carpobrotus modestus
  - Carpobrotus muirii
  - Carpobrotus quadrifidus
  - Carpobrotus rossii
  - Carpobrotus virescens

- Carruanthus
  - Carruanthus peersii
  - Carruanthus ringens

- Carthamus - fam. Astéracées
  - Carthamus tinctorius

- Carya
  - Carya cordiformis -  Caryer cordiforme
  - Carya glabra -  Caryer glabre
  - Carya glabra odorata -  Caryer glabre odorant
  - Carya illinoensis -  Caryer d'Illinois
  - Carya ovalis -  Caryer ovale
  - Carya ovata
  - Carya tomentosa

- Caryophilus - fam. Myrtacées
  - Caryophilus aromaticus - Giroflier

#### Cas
- Cassia - fam. Fabacées/Césalpiniacées
  - Cassia angustifolia - Séné

- Castanea - fam. Fagacées
  - Castanea sativa - Châtaignier
    - Castanea sativa argenteovariegata
    - Castanea sativa asplenifolia
    - Castanea sativa aureovariegata
    - Castanea sativa variegata

- Castilleja
  - Castilleja raupii

- Casuarina - fam. Casuarinacées (arbre)
  - Casuarina cunninghamiana -  Pin australien
  - Casuarina equisetifolia - Filao

#### Cat
- Catabrosa
  - Catabrosa algida
  - Catabrosa aquatica - Carabrosa aquatique

- Catalpa
  - Catalpa bignonioides
  - Catananche caerulea -  Catananche bleue ou « Cupidone »